# Gösta Näsvall
Gösta Bertil Näsvall, född 21 juni 1918 i Niemiholm, Råneå socken, Norrbottens län, död 1989, var en svensk lokförare och målare.
Han var son till lantbrukaren Oskar Näsvall och Maria Hedberg och från 1943 gift med Karin Bergstedt. Han arbetade som lokförare hela sitt liv och fann det fördelaktigt att kombinera sitt yrke med sitt konstintresse. Som konstnär var han autodidakt och bedrev självstudier under resor till bland annat Norge, Danmark och Spanien. Separat ställde han ut i Boden 1959. Han medverkade i tidningen Expressens Parisersalong 1952 och i samlingsutställningar med Bodengruppen. Hans konst består av norrländska landskapsmotiv utförda i olja, akvarell, pastell eller gouache. 